# Кольмар-Рибовілле (округ)
Округ Кольмар-Рибовілле (фр. Arrondissement de Colmar-Ribeauvillé) — округ у Франції, в департаменті Верхній Рейн. 2023 року округ об'єднував 98 муніципалітетів, населення становило 211 497 осіб.
Адміністративний центр (супрефектура) — Кольмар.

## Муніципалітети
Список муніципалітетів округу:
1. Альгольсайм
2. Аммершвір
3. Андольсайм
4. Аппенвір
5. Арценайм
6. Бальго
7. Бальценайм
8. Бебленайм
9. Беннвір
10. Бергайм
11. Бісайм
12. Бішвір
13. Блодельсайм
14. Бретенбак-О-Рен
15. Вальбак
16. Вассербур
17. Векольсайм
18. Венценайм
19. Веттольсайм
20. Віденсолен
21. Вікершвір
22. Вір-о-Валь
23. Вогельгрюн
24. Вогтленсоффен
25. Вольгельсайм
26. Вольфганцен
27. Гейсвассер
28. Гемар
29. Грибак-о-Валь
30. Грюссенайм
31. Гюнсбак
32. Дессенайм
33. Дюррененцен
34. Егісайм
35. Енгерсайм
36. Еррлісайм-пре-Кольмар
37. Етерен
38. Еттеншлаг
39. Ешбак-о-Валь
40. Жебсайм
41. Зелленберг
42. Зіммербак
43. Іляезерн
44. Ірцфельден
45. Каценталь
46. Кезерсберг-Віньобль
47. Кольмар
48. Кюнайм
49. Лабарош
50. Лапутруа
51. Ле-Бономм
52. Логелайм
53. Люттенбак-пре-Мюнстер
54. Льєвр
55. Мецераль
56. Міттельвір
57. Міттлак
58. Мюльбак-сюр-Мюнстер
59. Мюнстер
60. Мюнценайм
61. Мюншуз
62. Намбсайм
63. Неф-Бризак
64. Нідерморшвір
65. Оберморшвір
66. Оберсаасайм
67. Обюр
68. Орбе
69. Орбур-Вір
70. Ород
71. Остайм
72. Порт-дю-Р'є
73. Рибовілле
74. Рикевір
75. Роггенуз
76. Родерн
77. Ромбак-ле-Фран
78. Роршвір
79. Рюмерсайм-ле-О
80. Рюстенар
81. Сен-Іпполіт
82. Сент-Круа-о-Мін
83. Сент-Круа-ен-Плен
84. Сент-Марі-о-Мін
85. Сондернак
86. Стоссвір
87. Сульцбак-ле-Бен
88. Сульцерен
89. Сюндоффен
90. Танненкірш
91. Тюркайм
92. Уссен
93. Фессенайм
94. Форшвір
95. Фрелан
96. Юнавір
97. Юршенайм
98. Юссерен-ле-Шато